# Ходжалинская резня
Ходжали́нская резня́ (азерб. Xocalı soyqırımı, арм. Խոջալուի արյունահեղությունը) — массовое убийство жителей азербайджанского города Ходжалы армянскими вооружёнными формированиями, которое в ряде источников характеризуется как самое крупное и жестокое кровопролитие за время Первой карабахской войны, в азербайджанских источниках эти события также именуются Ходжалинской трагедией (азерб. Xocalı faciəsi).
В ночь с 25 на 26 февраля 1992 года армянские вооружённые формирования, при участии некоторых военнослужащих 366-го гвардейского мотострелкового полка Объединённых сил СНГ, дислоцированного в Степанакерте (как предполагается, действовавших без приказа командования), после неоднократных предупреждений о готовящемся наступлении, начали штурм и заняли город Ходжалы, из которого азербайджанскими силами вёлся обстрел Степанакерта. Во время штурма и в его последствии сотни мирных жителей были ранены, убиты или пропали без вести..

## Предыстория
Наступление армянских вооружённых формирований на населённый азербайджанцами город Ходжалы было предопределено стратегическим расположением города. Населённый пункт находится в 10 км к северо-востоку от Степанакерта, в районе Карабахского хребта. Через Ходжалы проходят дороги Агдам — Шуша, Аскеран — Степанакерт, и здесь же расположен аэропорт — единственный в Нагорном Карабахе, способный принимать крупные самолёты. Из Ходжалы, вплоть до его штурма, в течение нескольких месяцев производился интенсивный миномётный обстрел Степанакерта
Начиная с 1988 года Ходжалы неоднократно становился центром конфликтов между местными и республиканскими властями. Армянская сторона выступала против того, чтобы власти Азербайджана осуществляли там интенсивное строительство и размещали беженцев — азербайджанцев и турок-месхетинцев, считая это целенаправленными действиями по изменению демографической ситуации в регионе. Население посёлка, составлявшее в 1988 году 2135 человек, к 1991 году увеличилось до 6300 человек, в том числе и за счёт беженцев-азербайджанцев из Степанакерта и некоторых других населённых пунктов Нагорного Карабаха. В городе также были расселены 54 семьи турок-месхетинцев, бежавших от погромов из Ферганы (Узбекская ССР). Для обеспечения занятости резко увеличившегося населения в городе было развёрнуто строительство филиалов крупнейших промышленных предприятий Азербайджана, жилых зданий и других объектов бытового назначения. В 1990 году Ходжалы получил статус города.
В Ходжалы располагалось подразделение ОМОН МВД Азербайджана, которое с 1990 года контролировало аэропорт. Имеются многочисленные свидетельства о насилии и издевательствах со стороны сотрудников ОМОН над пассажирами и лётчиками армянской национальности, пока аэропорт ещё функционировал. С осени 1991 года Ходжалы был практически блокирован армянскими вооружёнными формированиями, а после вывода внутренних войск СССР из Нагорного Карабаха установилась полная блокада. С января 1992 года в Ходжалы не подавалась электроэнергия. Часть жителей покинула блокированный город, однако полной эвакуации мирного населения, несмотря на настойчивые просьбы главы азербайджанской исполнительной власти Ходжалы Э. Мамедова, организовано не было.
В Ходжалы отсутствовали телефонная связь, электричество, отопление, водопроводная вода. С октября 1991 года единственным средством сообщения с внешним миром стали вертолёты. К 13 февраля 1992 года, когда был выполнен последний рейс вертолёта в Ходжалы, оттуда в общей сложности эвакуировали менее 300 жителей.
Руководителем обороны города являлся Алиф Гаджиев. Под его руководством Ходжалы продержался несколько месяцев без газа и электричества.
Российский правозащитный центр «Мемориал», который провёл собственное расследование обстоятельств трагедии, утверждает, что к началу штурма в городе находилось от 2 до 4 тыс. жителей, включая несколько сот защитников города: «Ходжалы защищали ополченцы, сотрудники ОМОН МВД Азербайджанской Республики и солдаты Национальной армии Азербайджана. По информации, полученной с обеих сторон, в городе находились 3 единицы бронетехники, а также установка „Алазань“. По утверждению армянской стороны, в Ходжалы находились также 2 реактивные установки залпового огня „Град“».
В течение зимних месяцев 1991—1992 годов Ходжалы находился под постоянным артиллерийским обстрелом. В основном обстрелы производились ночью. Международная правозащитная организация «Human Rights Watch» собрала свидетельства беженцев, показывающие, что некоторые обстрелы имели беспорядочный характер или были прямо направлены на гражданские объекты, что приводило к жертвам среди гражданского населения.

## Штурм Ходжалы

### Известие о штурме
Российский корреспондент Вадим Белых, находившийся во время конфликта на азербайджанской стороне, отмечал, что армяне предупредили о готовящемся штурме Ходжалы ещё за месяц до начала операции, однако азербайджанская сторона ничего не сделала для того, чтобы вывести мирных жителей из города.
За несколько дней до штурма посёлка армянская сторона по радиосвязи предупреждала о предстоящей операции и просила вывести мирное население. Корреспондент Азеринформ, С. Мирзоев, привёл свидетельство выжившего жителя Ходжалы Салмана Аббасова, который сообщил, что несмотря на то, что за несколько дней армянская сторона предупреждала по радио о штурме и требовали оставить город, население отговаривали от попыток вывести из города женщин, детей и стариков.

### Операция
Аркадий Тер-Тадевосян утверждал, что подготовка к операции заняла три недели. В ходжалинской операции участвовали 487 армянских бойцов. Впервые армянские отряды применили бронетехнику — две единицы БРДМ, а также одну 100 мм противотанковую пушку «Рапира».
Как позднее рассказывал глава исполнительной власти Ходжалы Эльман Мамедов, 25 февраля в 20:30 поступило сообщение, что танки и БМП противника занимают боевые позиции вокруг города. Около 23 часов ночи начался обстрел Ходжалы из тяжёлых артиллерийских орудий. Вступление армянских пехотных отрядов в город происходило от 1 часа ночи до 4 часов утра. Последний очаг сопротивления защитников Ходжалы был подавлен к 7 часам утра. Британский журналист Том де Ваал следующим образом описывает начало штурма:

Штурм начался в ночь с 25 на 26 февраля. Этот день был, вероятно, выбран в память об армянских погромах в Сумгаите, случившихся четырьмя годами ранее. Боевую поддержку армянам оказывала бронетехника 366-го полка Советской Армии. Они окружили Ходжалы с трёх сторон, после чего армянские солдаты вошли в город и подавили сопротивление защитников.
Маркар и Сета Мелконян, брат и супруга Монте Мелконяна, который с начала февраля 1992 года был одним из руководителей армянских вооружённых отрядов в Карабахе (Мартунинский район), в своей книге «My Brother’s Road: An American’s Fateful Journey to Armenia» (2005 г.) также указывают на то, что наступление на Ходжалы было предпринято в годовщину событий в Сумгаите и могло рассматриваться как своего рода акт возмездия. Позднее один из британских журналистов, узнав что в операции принимали участие беженцы из Сумгаита, назвал убийство мирных жителей «трагедией мести».
По свидетельству выживших жителей Ходжалы, во время штурма они пытались укрыться в подвалах жилых зданий и начали покидать город примерно в три часа ночи, откликнувшись на призывы со стороны сил самообороны. В ходе штурма Ходжалы были убиты 7 армян, ещё 20 получили ранения. По другой информации армянской стороны, они потеряли до 10-12 человек убитыми. Что касается потерь среди защитников города, то согласно армянскому информагентству «Про-Армения», в бою у Ходжалы погибли от 30 до 40 азербайджанских солдат, свыше 100 были взяты в плен. В статье «Анализ боевых действий в Арцахе» Тер-Тадевосян указал, что потери армянской стороны составили 8 человек, а азербайджанской — 23.
Часть населения вскоре после начала штурма стала покидать Ходжалы, пытаясь уйти в сторону Агдама. Как указано в отчёте правозащитной организации «Мемориал», люди уходили по двум направлениям:
- с восточной окраины города на северо-восток вдоль русла реки, оставляя Аскеран слева (именно этот путь, как указывали армянские официальные лица, был оставлен в качестве «свободного коридора»);
- с северной окраины города на северо-восток, оставляя Аскеран справа (по-видимому, по этому пути ушла меньшая часть беженцев).

По сообщению правозащитной организации «Мемориал», «в результате обстрела города неустановленное количество мирных жителей погибло на территории Ходжалы во время штурма. Армянская сторона практически отказалась предоставить информацию о количестве погибших таким образом людей».
Как сообщает «Мемориал», «большой поток жителей устремился из города вдоль русла реки (путь 1). В некоторых группах беженцев находились вооружённые люди из гарнизона города. Эти беженцы, идущие по „свободному коридору“, на территории, примыкающей к Агдамскому району Азербайджана, были обстреляны, в результате чего много людей погибло. Оставшиеся в живых беженцы рассеялись. Бегущие натыкались на армянские заставы и подвергались обстрелам. Часть беженцев всё же сумела пройти в Агдам; часть, в основном женщины и дети (точное количество установить невозможно), замёрзла во время скитаний по горам; часть, по показаниям прошедших в Агдам, была пленена у сёл Пирджамал и Нахичеваник. Есть показания уже обменянных жителей Ходжалы, что некоторое количество пленённых было расстреляно».
По данным правозащитной организации «Human Rights Watch», которая также провела собственное расследование трагедии, по отступающему азербайджанскому ОМОНу и бежавшим жителям армянами и военнослужащими 366-го полка (по-видимому, действовавшими без приказа своих командиров) был открыт огонь в поле возле села Нахичеваник, которое тогда находилось под контролем армян. Как сообщает «Human Rights Watch», «толпа жителей, сопровождаемая парой десятков отступающих защитников, бежала из города после того, как он перешёл к армянским вооружённым силам. Когда они приблизились к границе с Азербайджаном, они натолкнулись на армянский вооружённый пост и были жестоко расстреляны». Обстрелам подвергались также и группы беженцев, направившихся другой дорогой, по отношению к которой Аскеран находился справа.
По словам свидетелей, было уже достаточно светло для того, чтобы отличить вооружённых людей от мирных жителей. В то же время, никто из опрошенных наблюдателями «Мемориала» свидетелей (как бежавших из Ходжалы, так и задержанных жителей города) кроме одного не знал о существовании коридора, по которому можно было бы покинуть город.

## Расследование
28 февраля группа журналистов на двух вертолётах смогла добраться до места гибели азербайджанцев. Несмотря на прикрытие второго вертолёта, из-за сильного обстрела они смогли вывезти только четыре трупа. Российский телерепортёр Юрий Романов, вместе с азербайджанским журналистом Чингизом Мустафаевым, первым побывавший на месте трагедии, следующим образом вспоминал момент прибытия на место гибели мирных жителей:

Я выглядываю в круглое окошко (вертолёта) и буквально отшатываюсь от неправдоподобно страшной картины. На жёлтой траве предгорья, где в тени ещё дотаивают серые лепёшки снега, остатки зимних сугробов, лежат мёртвые люди. Вся эта громадная площадь до близкого горизонта усеяна трупами женщин, стариков, старух, мальчиков и девочек всех возрастов, от грудного младенца до подростка… Глаз вырывает из месива тел две фигурки — бабушки и маленькой девочки. Бабушка, с седой непокрытой головой, лежит лицом вниз рядом с крошечной девочкой в голубой курточке с капюшоном. Ноги у них почему-то связаны колючей проволокой, а у бабушки связаны ещё и руки. Обе застрелены в голову. Последним жестом маленькая, лет четырёх, девочка протягивает руки к убитой бабушке. Ошеломлённый, я даже не сразу вспоминаю о камере…
В тот же день Томас Гольц сообщил в своей корреспонденции в «Washington Post» из Агдама, что больницы города заполнены беженцами. По словам свидетелей, опрошенных журналистом, во время штурма Ходжалы армянскими вооружёнными отрядами погибли сотни людей. Из семи погибших, которых Гольц увидел в больнице, двое были детьми, трое — женщинами. Гольц отметил, что одна из погибших была расстреляна, видимо, в упор, а у многих беженцев, по его словам, имеются множественные ножевые ранения. Информацию о расстрелах в упор подтвердил также репортёр Би-би-си в утренних новостях. Он также сообщил о более чем ста трупах мужчин, женщин и детей, зарезанных армянами. По словам репортёра, видеооператор и другие западные журналисты рассказали о трупах женщин и детей, застреленных в голову.
2 марта на место трагедии смогла вылететь группа зарубежных и местных журналистов, среди которых был и Чингиз Мустафаев, который, как и 28 февраля, снимал увиденное на месте событий на видеокамеру. Анатоль Ливен из лондонской «The Times» так описал увиденное на месте резни:

Две группы — видимо, две семьи, лежали рядом, — руки женщин пытаются прикрыть детей. У некоторых из них, включая маленькую девочку, были чудовищные раны на голове: фактически осталось только лицо. Выжившие рассказали, что армяне расстреливали их в упор, уже лежащих на земле.
По сообщению «The New York Times», фотограф агентства «Рейтер» Фредерика Лангень около Агдама видела два грузовика, заполненных трупами азербайджанцев. В одном из них она насчитала 35 трупов. Во втором было примерно столько же. По её словам, всё это были мужчины, причём некоторые с отрубленными головами либо сожжённые. Некоторые из них были в защитной униформе.
Корреспондент газеты «Известия» Вадим Белых рассказывал:

«Время от времени в Агдам привозят обменянные на живых заложников тела своих погибших. Но в ночном кошмаре такого не привидится: выколотые глаза, отрезанные уши, снятые скальпы, отрубленные головы… Издевательствам предела нет.»
Свидетельство пилота вертолёта майора Леонида Кравца:

«26 февраля я вывозил из Степанакерта раненых и возвращался обратно через Аскеранские ворота. В глаза бросились какие-то яркие пятна на земле. Снизился, и тут мой бортмеханик закричал: „Смотрите, там женщины и дети“. Да я и сам уже видел около двухсот убитых, разбросанных по склону. Потом мы летали, чтобы забрать трупы. С нами был местный капитан милиции. Он увидел там своего четырёхлетнего сына с раздробленным черепом и тронулся рассудком. Изувеченные тела женщин, детей и стариков я видел повсюду».
По данным американского журнала «Newsweek», многие были убиты с близкого расстояния при попытке бежать, у некоторых были обезображены лица.
По мнению обозревателя журнала «Time» Джилл Смолоу,

В простое объяснение, данное нападающими армянами, которые настаивают, что безвинные люди были убиты не специально, совсем не верится
Российский телеоператор Юрий Романов описывает шестилетнюю девочку-ходжалинку, глаза которой были выжжены сигаретными окурками.
Хелен Уомак, журналист британской газеты «The Independent», сообщала с мест событий:

Когда вечером во вторник я прибыла в Агдам, я видела 75 свежих могил на одном из кладбищ и четыре изувеченных трупа в мечети. В полевом госпитале, устроенном в вагонах на железнодорожной станции, я также видела женщин и детей с пулевыми ранениями.

Журналист Фрэнсис Клайнс, находясь в Агдаме, приводил в «The New York Times» свидетельство выжившего мальчика:

«Они пришли в наш дом и сказали нам, бегите, либо сгорите заживо», — рассказал Ахмед Мамедов, 11-летний беженец из Ходжалы, раненный в руку. «Они ломали всё вокруг и бросили гранату, которая ранила моего старшего брата и маму. Я видел, как Натаван Усубова погибла со своей матерью от другой гранаты», — говорил он, имея в виду 4-летнюю девочку.

Как сообщает в своём докладе «Мемориал»:

официальные представители НКР и члены армянских вооружённых отрядов объясняли гибель мирных жителей в зоне «свободного коридора» тем, что вместе с беженцами уходили вооружённые люди, которые стреляли по армянским заставам, вызывая ответный огонь, а также попыткой прорыва со стороны основных азербайджанских сил. По словам членов армянских вооруженных отрядов, азербайджанскими формированиями со стороны Агдама была предпринята попытка вооружённого прорыва по направлению «свободного коридора». В момент, когда армянские заставы отбивали атаку, к ним в тыл подошли первые группы беженцев из Ходжалы. Вооружённые люди, находящиеся среди беженцев, открыли огонь по армянским заставам. Во время боя был уничтожен один пост (2 человека убиты, 10 человек ранены), однако бойцы другого поста, о существовании которого не подозревали азербайджанцы, с близкого расстояния открыли огонь по людям, идущим из Ходжалы. По показаниям беженцев из Ходжалы (в том числе и опубликованным в прессе), вооружённые люди, идущие в потоке беженцев, вступали в перестрелки с армянскими заставами, но каждый раз стрельбу начинала первой армянская сторона.
По утверждению официальных лиц НКР, для выхода мирного населения из Ходжалы был оставлен «свободный коридор», который начинался у восточной окраины города, проходил вдоль русла реки и шёл на северо-восток, ведя в сторону Агдама и оставляя Аскеран слева. Ширина коридора составляла 100—200, а местами до 300 м. По мирным жителям и членам военных формирований, выходящим без оружия и находящимся в пределах данного «коридора», члены армянских вооружённых формирований обещали не вести огонь.
По словам официальных должностных лиц НКР и участников штурма, население Ходжалы в начале штурма было извещено о наличии такого «коридора» при помощи громкоговорителей, установленных на бронетранспортёрах. Однако лица, сообщившие эту информацию, не исключали, что большая часть населения Ходжалы могла не услышать сообщения о «свободном коридоре» из-за стрельбы и малой мощности громкоговорителей.
Должностные лица НКР сообщили также, что за несколько дней до штурма с вертолётов над Ходжалы разбрасывались листовки, обращённые к населению Ходжалы, с призывом воспользоваться «свободным коридором». Однако в подтверждение этого наблюдателям «Мемориала» не было предоставлено ни одного экземпляра такой листовки. В Ходжалы наблюдателями «Мемориала» также не было обнаружено никаких следов подобных листовок. Опрошенные беженцы из Ходжалы сообщили, что о таких листовках ничего не слышали.
В Агдаме и Баку наблюдателями «Мемориала» было опрошено 60 человек, бежавших из Ходжалы во время штурма города. Лишь один человек из опрошенных сообщил, что он знал о существовании «свободного коридора» (ему сообщил об этом «военный» из ходжалинского гарнизона). Ничего о «свободном коридоре» не слышали и те из задержанных жителей Ходжалы, с которыми наблюдатели «Мемориала» беседовали в присутствии депутата Р. Айрикяна в ИВС Степанакерта.
За несколько дней до штурма представители армянской стороны неоднократно, используя радиосвязь, сообщали властям Ходжалы о предстоящем штурме и призывали их немедленно полностью вывести население из города. То, что эта информация была получена азербайджанской стороной и передана в Баку, подтверждено в публикациях бакинских газет («Бакинский рабочий»).
На существование «коридора» указывают и цитировавшиеся в газете «Русская мысль» от 3.04.92 г. слова ходжалинского главы исполнительной власти Эльмана Мамедова: «Мы знали, что этот коридор предназначен для выхода мирного населения…»
Декларированное предоставление «свободного коридора» для выхода населения из Ходжалы можно расценивать либо как преднамеренные действия должностных лиц НКР по «очищению» города от его жителей, либо как признание властями НКР того, что они не в состоянии обеспечить мирному населению на подконтрольной им территории соблюдение прав человека независимо от принадлежности его к той или иной национальности.

Информация о наличии «свободного коридора» не была доведена до сведения основной массы жителей Ходжалы.
Международная правозащитная организация «Human Rights Watch» назвала трагедию в Ходжалы «самой большой резнёй за время конфликта». По мнению этой организации, армянские формирования несут прямую ответственность за гибель гражданских лиц.
4 марта два видеосюжета, снятых Чингизом Мустафаевым 28 февраля и 2 марта на месте массового убийства, на которых были показаны десятки убитых и обезображенных людей, были показаны в постоянном представительстве Азербайджана в Москве. По словам Мустафаева газете «Известия» от 4 марта 1992 года, когда они в первый раз прилетели на место резни в сопровождении двух военных вертолётов, то лётчики сначала боялись садиться, поскольку территория, по словам Мустафаева, контролировалась армянскими боевикам. После того, как вертолёты приземлились, началась стрельба и сопровождавшие их милиционеры успели забрать только четыре тела. По словам Мустафаева, в первый его приезд на месте убийств было большое количество убитых и обезображенных людей, а 2 марта, многие тела оказались в ещё более обезображенном состоянии. На кадрах второй съёмки Мустафаева, 2 марта, когда он находился вместе с группой иностранных журналистов, показаны трупы со следами глумления. Однако те же самые трупы на предыдущей съёмке Мустафаева 28 февраля не имели таких признаков. Позднее на заседании следственной комиссии Верховного Совета Азербайджана Чингиз Мустафаев заявил, что, когда он, будучи в Агдаме, просил отвезти его на место трагедии, ему сообщили, что трупы есть только в Ходжалы, однако сами ходжалинцы рассказали, что «возле свиной фермы» есть живые спрятавшиеся ходжалинцы. Мустафаеву изначально отказывали в посещении этого места, утверждая, что оно находится под контролем армян. Однако, когда он, попросив отвести его на это место, прибыл туда, то в 10 км от Ходжалы, в 700 метрах от азербайджанского поста недалеко от Агдама, он увидел десятки трупов и 10 азербайджанских военных, которые «спокойно прогуливались среди трупов», что трупы никто не убирал, в то время как, велись переговоры об обмене и вывозились трупы из Ходжалы. После прибытия на место, все три вертолёта вернулись в Агдам, а военные, которых видел на месте Мустафаев, также вернулись в Агдам через Шелли, где тех забрала машина. Прилетевшие же на вертолёте шесть человек, включая Мустафаева, 45 минут провели среди трупов, ведя съёмки, в 25 метрах от дороги Аскеран-Нахичеваник. Мустафаев также рассказал, что мимо них проехало две машины, в которых сидели армяне.
По словам тогдашнего телеоператора минобороны Азербайджана Сеидаги Мовсумова от 2010 года, в результате переговоров с армянской стороной он вместе с командиром агдамского батальона Аллахверди Багировым и некоторыми его бойцами в сопровождении армянских военных также прибыл на место резни и сумел снять несколько кадров, пока военные собирали тела погибших, а, будучи уже на близлежащей высоте, видел прибытие вертолёта вместе с Мустафаевым. Мовсумов также заявлял, что видел в тот день тела людей, убитых с особой жестокостью, и со следами глумления, стараясь запечатлеть всё на камеру. После обнародования видео выступления Мустафаева на заседании, азербайджанские СМИ опубликовали слова очевидца и участника боёв Р. Керимоглу, также заявившего, что после случившегося на место гибели людей с разрешения армянской стороны прибыли военные из агдамского батальона А. Багирова чтобы забрать тела, и предположившего, что Мустафаев мог видеть именно их. А убежали военные, поскольку, как заявил Керимоглу, не знали, кому принадлежит вертолёт. По его словам и словам участника операции по взятию высоты Каракая с целью оказания помощи ходжалинцам Оруджа Джаббарова, к утру 26 февраля высота была взята группами бойцов агдамского батальона и около 200 человек и 100 тел было доставлено в Агдам, тогда как часть тел погибших осталось лежать на подконтрольной армянской стороне территории, начиная с направления Аскерана.

Согласно расследованию правозащитной организации Human Rights Watch нападавшие на Ходжалы намеренно проигнорировали правовое ограничение в отношении нападения на гражданское население несмотря на то, что все показания сведетелей указывали, что было достаточно света, чтобы обеспечить достаточную видимость:
Хотя отступающие комбатанты и гражданские лица, которые берут на себя роль комбатанта при бегстве, являются целью для атаки, нападающая сторона по-прежнему обязана принимать меры предосторожности, чтобы избежать или свести к минимуму потери среди гражданского населения. В частности, сторона должна приостановить нападение, если становится очевидным, что нападение может привести к жертвам среди гражданского населения, которые являются чрезмерными по сравнению с ожидаемым конкретным и непосредственным военным преимуществом. Обстоятельства нападения в Нахичеванике на бегущих из Ходжалы свидетельствуют о том, что армянские силы и войска 366-го полка СНГ (действовавшие, по-видимому, не по приказу своего командира) намеренно игнорировали это правовое ограничение в отношении нападения гражданское население. Должностные лица и боевики Нагорного Карабаха явно ожидали, что жители Ходжалы будут убегать из города, поскольку они утверждают, что проинформировали город о том, что коридор будет оставлен открытым для безопасного прохода мирных жителей. Однако ни один из свидетелей, опрошенных Helsinki Watch, не сказал, что знал заранее о таком коридоре. Кроме того, хотя свидетели и потерпевшие давали разные показания о точном времени начала стрельбы в Нахичеванике, все они указывали, что было достаточно света, чтобы обеспечить видимость достаточную для того, что бы нападавшие могли отличить безоружных гражданских лиц от тех, кто был вооруженные или применял оружие. Более того, несмотря на противоречивые показания о направлении, с которого велся огонь, имеющиеся данные свидетельствуют о том, что нападавшие вели огонь по всем бежавшим людям без разбора. В этих обстоятельствах убийство бегущих комбатантов не могло оправдать предсказуемое большое количество жертв среди гражданского населения.

### Данные о числе жертв
По официальным данным расследования, предпринятого азербайджанским парламентом, в результате этой трагедии погибло (включая замёрзших в пути) 485 человек. По мнению Тома де Ваала, эти данные наиболее достоверны.
«Мемориал» сообщает, что

«в течение четырёх дней в Агдам было вывезено около 200 тел. Несколько десятков трупов имели следы глумления. Врачами санитарного поезда г. Агдама зафиксировано не менее четырёх скальпированных тел, одно тело с отрезанной головой. В Агдаме была проведена государственная судебно-медицинская экспертиза 181 тела (130 мужского пола, 51 женского пола, в том числе 13 детей); из заключений экспертов следует, что причиной смерти 151 человека были пулевые ранения, 20 человек — осколочные ранения, 10 человек — удары тупым предметом. Кроме того судмедэкспертиза ряда тел, доставленных из района Ходжалы, была произведена в Баку.»
Помимо тех, кто получил огнестрельные ранения, десятки людей погибли от холода и обморожения в лесах. Более тысячи жителей Ходжалы были взяты в плен, среди них и несколько десятков турок-месхетинцев, беженцев из Средней Азии. По официальным данным азербайджанских властей, в результате этой трагедии погибло (включая замёрзших в пути) 613 человек, из них 63 ребёнка, 106 женщин, 70 стариков. 8 семей было уничтожено полностью. 487 человек, включая 76 детей, было ранено, 150 человек пропало без вести, 1275 человек побывало в заложниках, с мест постоянного проживания было изгнано 5379 человек. Из пленных о судьбе 150 человек, в том числе 68 женщин и 26 детей, до сих пор ничего не известно.
По данным правоохранительных органов НКР, число погибших по дороге в Агдам около 200 человек, из которых 40 солдаты азербайджанской армии.
По мнению Тома де Ваала, даже принимая в расчёт, что здесь учтены не только погибшие в перестрелке, но и умершие от переохлаждения, эта огромная цифра затмевает данные о потерях за всю историю войны в Нагорном Карабахе. Ответная стрельба азербайджанцев была незначительной и никоим образом не может служить оправданием хладнокровного убийства в открытом поле сотен беспомощных мирных жителей, в том числе и детей.

### Данные о числе заложников
Как сообщает «Мемориал», по сведениям, полученным от обеих сторон, к 28 марта 1992 года азербайджанской стороне было передано свыше 700 пленных жителей Ходжалы, задержанных как в самом городе, так и по пути в Агдам. Основную массу среди них составляли женщины и дети.
Согласно показаниям жителей Ходжалы, женщины, дети, так же как и мужчины, содержались в качестве «обменного материала». Эти показания подтверждаются личными наблюдениями представителей «Мемориала»: на 13 марта в г. Аскеран ещё находились в качестве заложников жители Ходжалы, в том числе женщины и молодые девушки. Имеются достоверные свидетельства о том, что женщины насильственно удерживались в Аскеране и позднее этой даты (28 марта).
В письме азербайджанского правительства на имя Генерального секретаря ООН в 1994 году был приведён список из 82 азербайджанских детей, взятых в заложники армянскими военными, в том числе 19 детей в Ходжалы. Согласно председателю НС НКР Артуру Мкртчяну, на момент штурма в заложниках в городе находились армянские женщины и дети, из которых 34 человека были уведены отступавшими подразделениями азербайджанской армии в неизвестном направлении.
Захват и удерживание в качестве «заложников» мирных жителей Ходжалы, в том числе женщин, находится в явном противоречии с декларированной властями НКР готовностью безвозмездно передать азербайджанской стороне всех мирных жителей Ходжалы. Условия содержания «заложников» были крайне неудовлетворительны, имело место насилие над удерживаемыми жителями Ходжалы. По показаниям взятых в плен и затем обменянных жителей и защитников Ходжалы, мужчины подвергались избиениям. В большинстве показаний отмечалось, что женщин и детей, в отличие от мужчин, не трогали. Однако иногда имели место случаи изнасилований. Согласно российской журналистке Виктории Ивелевой, находящейся в зоне конфликта, армяне относились к пленным по человечески. Детям пленных были привезены тёплые вещи.

## Участие военнослужащих 366-го мотострелкового полка в боевых действиях
Начиная с 1985 года в Степанакерте был расквартирован 366-й гвардейский мотострелковый полк расположенной в Шамхоре 23-й гвардейской мотострелковой дивизии в начале 4-й армии СССР, а позже войск СНГ. После вывода внутренних войск СССР из Нагорного Карабаха, 366-й полк вместе с батальоном химической защиты оставались единственными боевыми подразделениями бывших союзных войск в регионе. По данным ряда сторонних источников, отдельные военнослужащие 366-го полка принимали участие во взятии Ходжалы; при этом отмечается, что, предположительно, они действовали без приказа командования. По свидетельству солдат-срочнослужащих, дезертировавших из воинской части и перебежавших в Ходжалы ещё до трагических событий, боевая техника из состава полка и ранее использовалась в обстрелах азербайджанских сёл. Позже выяснилось, что отдельные офицеры, прапорщики и солдаты 366-го полка принимали участие в боевых действиях, как на стороне армян, так и на стороне азербайджанцев.
Факт участия военнослужащих 366-го полка в штурме Ходжалы был отмечен в докладах нескольких правозащитных организаций. Так, в отчёте «Мемориала» практически все беженцы свидетельствовали об участии военнослужащих 366-го полка в штурме города, причём некоторые из них даже входили в город.
Однако, по утверждению армянской стороны, в штурме участвовали только боевые машины полка с экипажами, которые обстреливали город перед штурмом, причём участие военнослужащих в боевых действиях не было санкционировано письменным приказом командования полка.
Согласно отчёту «Хьюман Райтс Вотч», армянские вооружённые формирования, штурмовавшие Ходжалы, умышленно игнорировали ограничение права на нападение, предписываемое обычным правом.
Хотя вначале пресс-центр ОВС СНГ категорически опровергал сообщения об участии 366-го полка в боевых действиях, 11 марта 1992 года газета «Красная Звезда» подтвердила факт участия военнослужащих 366-го полка в боевых действиях:

несмотря на категорические приказы командования округа, некоторые военнослужащие 366-го мсп всё же принимали участие на стороне карабахцев в боевых действиях под Ходжалы в двадцатых числах февраля. По крайней мере зафиксировано два таких случая. А при эвакуации личного состава полка десантники на выбор проверили несколько военнослужащих и обнаружили у них большие суммы денег, в том числе и в иностранной валюте
Левон Мелик-Шахназарян, занимавший в момент произошедших событий должность председателя постоянной комиссии ВС НКР по внешним сношениям и являвшийся членом Президиума ВС НКР, в одной из своих книг отрицает факт участия военнослужащих 366-го полка в боевых действиях. По его словам, в этом просто не было необходимости. По утверждению Мелик-Шахназаряна, армянские вооружённые силы имели на тот момент достаточно военной техники для проведения операции.
В обращении Национального совета Верховного совета Азербайджанской Республики к парламентам государств мира утверждалось, что военнослужащие 366-го полка принимали участие во взятии Ходжалы в соответствии с полученным от командира полка приказом.
Юрий Гирченко, служивший в начале 1992 года в 97-м отдельном инженерно-сапёрном батальоне 4-й армии, расквартированном в Агдаме, отмечает, что в штурме принимали участие военнослужащие 366-го полка, в основном армянской национальности:

Командир второго батальона, почти все офицеры, а также все прапорщики в батальоне были армянами. В эту ночь они собрали всех солдат-армян в полку, а также несколько добровольцев других национальностей, и по предварительной договоренности с руководителями Национально-освободительной Армии Арцаха приступили к совместному штурму Ходжалы.
Журналист Томас де Ваал отмечает, что «после той позорной роли, которую сыграл 366-й полк при взятии Ходжалы, из Москвы поступил приказ вывести его из Карабаха». В первых числах марта личный состав был эвакуирован переброшенными в регион десантниками по воздуху на базу ЗакВО в Вазиани (Грузия). 10 марта 1992 года полк был расформирован.
Около ста военнослужащих полка, однако, остались в военном городке в Степанакерте, в их числе и командир 2-го мсб майор Сейран Оганян (впоследствии вступивший в один из отрядов карабахских сил самообороны).
Согласно информации газеты «Красная Звезда»:

заместитель командующего войсками ЗакВО генерал-лейтенант Суфиян Беппаев сказал нашему корреспонденту, что командир полка подполковник Юрий Зарвигоров направил в район сосредоточения все три батальона, хотя ему было приказано вывести только 1-й мсб. Но докладывал он в штаб округа, что вывел только один батальон. Генерал-лейтенант назвал эти действия самоуправством, которое дорого стоило. Вскоре все батальоны были блокированы боевиками из карабахских сил самообороны. Беппаев отрицательно охарактеризовал Зарвигорова, который к тому же сейчас «отказывается служить и будет, по всей вероятности, уволен из армии».
Сообщается, что с целью завладения вооружением мотострелкового полка армянская сторона захватила в заложники 10 офицеров полка. Через 4 дня они были выпущены.

## Позиция Армении
Отрицание Ходжалинской резни либо утверждение, что резня была совершена самими азербайджанцами, либо то, что ни одно гражданское лицо не было убито, широко распространено среди армянской общественности, должностных лиц и организаций. По словам Рэйчел Авраам, старшего аналитика СМИ Центра исследований ближневосточной политики, непризнание Арменией Ходжалинской резни было «препятствием для мира» в регионе, и что «то же государство, которое совершило это преступление против человечности» продолжает не брать на себя ответственность за свои действия. На сегодняшний день ни один армянин не привлечён к ответственности за резню в Ходжалы[обновить данные].
В ноябре 2019 года премьер-министр Армении Никол Пашинян назвал резню «вопиющей ложью», заявив, что она «была осуществлена самими азербайджанцами», несмотря на выводы Human Rights Watch, которые возлагают прямую ответственность за гибель мирных жителей на армянские силы Карабаха. Армянские организации, такие как Армянский национальный комитет Америки, Ассоциация политологии Армении и Армянский национальный комитет Австралии поддержали отрицание резни, назвав её «пропагандой» и «сфабрикованной».
Несмотря на подобные официальные заявления большинство вовлечённых в резню частных высокопоставленных лиц Армении и боевых командиров не отрицали ее. Так Роберт Кочарян в своей книге «Жизнь и Свобода» пишет: 
Эти призывы оставались без внимания, и, только когда в ночь с 24 на 25 февраля начался штурм, после нескольких часов ожесточенного боя по оставленному нами гуманитарному коридору в темноте, в спешке и панике побежали местные жители, а вместе с ними и защитники города – местные вооруженные отряды и ОМОН. По уходящим наши отряды не стреляли, и все они беспрепятственно покинули Ходжалу. А утром большинство этих людей обнаружили убитыми. Трагедия произошла не в самом Ходжалу, а за несколько километров от него, на границе Аскеранского и Агдамского районов, у села Нахичеваник, между нашими и азербайджанскими постами. Кто и зачем повел туда людей? Почему они оказалась ночью на стыке наших позиций с азербайджанскими, а вовсе не там, где предполагался коридор для выхода гражданских? Все жертвы трагедии погибли именно здесь.
 Кочарян также пишет «За несколько дней до штурма города наши отряды окружили его с трёх сторон, оставив открытой пойму реки Каркар», однако пойма реки выводит именно к деревне Нахичеваник, единственному свободному пути в Агдам, на восток, в обход армянского Аскерана.
Такие же вполне детальные описания трагедии, в своей изданной в 2005 году книге «My brothers road» выдаёт Маркар Мелконян, по запискам и воспоминаниям своего брата, одного из лидеров батальона «Арабо» Монте Мелконяна:
Накануне 11:00 ночи армянские боевики прошли через высокую траву с трёх сторон Ходжалу, вытеснив жителей через открытую сторону на восток. К утру 26 февраля беженцы добрались до восточной оконечности Нагорного Карабаха и начали спускаться вниз, к безопасности в азербайджанский городе Агдам, расположенном примерно в шести милях. Там, в холмах и в пределах видимости безопасности, солдаты Нагорного Карабаха преследовали их. „Они просто стреляли, стреляли и стреляли“ — подтвердила следователям из Human Rights Watch женщина-беженец Раиша Асланова. Бойцы „Арабо“ обнажили свои ножи, которые они так долго держали на своих боках и начали колоть и резать.

К этому моменту, единственным звуком был звук ветра свистящего через сухую траву, ветра, который был слишком ранним, чтобы сдуть зловоние трупов. Монте прибыл в Мартуни всего двадцать два дня назад и вот уже он прошёл через два поля смерти вымоченных в свежей крови пленных и невооруженных мирных жителей».

## Реакция на произошедшее

### Реакция Аяза Муталибова
В интервью чешской журналистке Дане Мазаловой (опубликовано в «Независимой газете» 2 апреля 1992 года) ушедший к тому времени в отставку президент Азербайджана Аяз Муталибов возложил ответственность за преступление на неназванные силы, добивающиеся его отставки. По мнению Томаса де Ваала, возлагая всю вину на руководство Народного фронта, Муталибов приуменьшал свою вину за неспособность защитить город. Это интервью широко цитировалось в Армении:

Вопрос. Что вы думаете о событиях в Ходжалы, после которых вы ушли в отставку? Трупы ходжалинцев были найдены недалеко от Агдама. Кто-то сначала стрелял в ноги, чтобы они не могли уйти дальше. Потом добивали топором. 29 февраля мои коллеги снимали их. Во время съемок 2 марта эти же трупы были скальпированы. Какая-то странная игра…

Ответ. Как говорят те ходжалинцы, которые спаслись, это всё было организовано для того, чтобы был повод для моей отставки. Какая-то сила действовала для дискредитации президента. Я не думаю, чтобы армяне, очень чётко и со знанием дела относящиеся к подобным ситуациям, могли позволить азербайджанцам получить разоблачающие их в фашистских действиях документы. Можно предположить, что кто-то был заинтересован в том, чтобы потом показать эти кадры на сессии ВС и всё сфокусировать на моей персоне…
Впоследствии, в интервью 2006 года Муталибов отказался от своих слов, что он обвинял в произошедшем «неназванную силу». В интервью агентству «Регнум» он обвинил Дану Мазалову в переиначивании некоторых его высказываний в погоне за сенсациями и с целью получения преимуществ в информационной войне. Обвинения в адрес Народного фронта Азербайджана, озвученные в интервью в «Независимой Газете», Муталибов также опроверг. По его словам, не было связи между произошедшим и НФА — последний всего лишь сфокусировал своими действиями всё общественное недовольство на персоне экс-президента.
На сайте «Голос Армении» в марте 2010 года было опубликовано интервью чешской журналистки Даны Мазаловой, утверждавшей, что существуют сотрудники «Независимой газеты», слышавшие запись, и сама запись, доказывающая, что Муталибов говорил о наличии гуманитарного коридора для выхода мирных жителей.
В интервью азербайджанскому информационному агентству Vesti.az 14 мая 2010 года Муталибов вновь отрицал, что он говорил Мазаловой, что вина за трагедию лежит на азербайджанской стороне. Согласно Муталибову, он говорил только о том, что НФА воспользовался тем, что произошло в Ходжалы. Экс-президент Азербайджана ещё раз опроверг утверждения Даны Мазаловой и дополнительно сообщил, что именно он организовал вылет журналистов на место трагедии и вывоз тел погибших:

 Я не говорил таких слов чешской журналистке Дане Мазаровой. Я никогда такого не говорил. Я сказал, что НФА воспользовался тем, что произошло в Ходжалы. Не более того..
Как сообщил в сентябре 2009 года в интервью азербайджанской службе «Радио Свобода» председатель парламентской комиссии по расследованию Ходжалинской резни депутат Милли Меджлиса Азербайджана Рамиз Фаталиев, 22 февраля, за 4 дня до Ходжалинской трагедии, под председательством президента республики Аяза Муталибова прошло заседание Совета безопасности с участием премьер-министра, главы КГБ и других официальных лиц. По словам Фаталиева, на заседании пришли к общему мнению, что вывод населения из Ходжалы армянская сторона может принять за основание захватить город, что спровоцировало бы сдачу Ходжалы.
В 2017 году Муталибов дал интервью агентству Avrasiya, где заявил:
Эта трагедия могла бы и не произойти. Те, кто находился на карабахском фронте, могли бы выступить единым фронтом и предотвратить наступление врага. Однако их действия помешали моей работе. Направленная мной помощь была перенаправлена не в Ходжалы, а в другом направлении. Ходжалы остался без помощи. К сожалению, в борьбе за власть они оставили фронт без управления. Армянские боевики, воспользовавшись этим, напали на Ходжалы.

### Дело Эйнуллы Фатуллаева
В 2005 году азербайджанский журналист Эйнулла Фатуллаев, главный редактор газет «Реальный Азербайджан» и «Гюнделик Азербайджан» (Ежедневный Азербайджан), совершил поездку в Армению и Карабах, по результатам которой в газете «Реальный Азербайджан» был опубликован цикл статей «Карабахский дневник», в котором он заявил об убеждённости в том, что коридор для беженцев действительно существовал, иначе ходжалинцы не смогли бы выйти из окружения, однако за рекой Кар-Кар часть ходжалинцев направилась в сторону Нахичеваника. Фатуллаев предположил, что к этому мог быть причастен НФА, стремившийся свергнуть Муталибова.
В 2007 году по иску главы Центра защиты прав беженцев и вынужденных переселенцев Татьяны Чаладзе Фатуллаев был привлечён к суду в связи с тем, что опубликовал мнение одного из армянских офицеров, утверждавшего о наличии коридора для беженцев из Ходжалы. Фатуллаев был также обвинён в том, что утверждал на одном из интернет-форумов, что некоторые из беженцев подверглись обстрелу с азербайджанских позиций
Фатуллаев отрицал авторство высказываний на интернет-форуме и заявил, что «он или кто-либо из работников редакции никогда не высказывал мысль, что трагедия в Ходжалы была сотворена руками не армян, а самих азербайджанцев». Суд Ясамальского района Баку признал Эйнуллу Фатуллаева виновным в клевете и оскорблении по делу о приписываемой ему интернет-публикации. В 2007 году журналист был приговорен к восьми с половиной годам. Международные правозащитные организации и азербайджанские правозащитники считают Эйнуллу Фатуллаева политическим заключённым.
В 2007 году Эйнулла Фатуллаев подал иск в Европейский суд по правам человека. В своих показаниях суду журналист отметил, что он всего лишь попытался донести до читателей в Азербайджане мнение армянского населения Нагорного Карабаха и что «Карабахский дневник» является статьёй, написанной в стиле репортажа, просто передающего увиденное и услышанное им. В части фактических событий Ходжалинской резни суд по правам человека отметил отсутствие ясности в некоторых вопросах, к числу которых суд отнес существование безопасного коридора для гражданских лиц, роль и ответственность властей Азербайджана, а также влияние внутриполитической борьбы в Азербайджане на оборону Ходжалы. Фатуллаев был помилован 26 мая 2011 года.

### Реакция армянской стороны
Верховный Совет НКР выступил с заявлением, где выразил сожаление по поводу гибели мирных жителей при взятии Ходжалы: «Обосновывая жизненную важность и необходимость степанакертского аэропорта для НКР, Президиум ВС выражает сожаление по поводу того, что при взятии этого аэропорта, рядом с которым находился посёлок Ходжалы, погибли мирные жители, и выражает соболезнование их родственникам». Однако, по сообщению «Мемориала», «никаких попыток расследования преступлений, связанных с взятием Ходжалы, предпринято не было. В беседах с наблюдателями „Мемориала“ официальные должностные лица не отрицали, что при взятии Ходжалы могли иметь место зверства, так как среди членов армянских вооружённых отрядов есть озлобленные люди, чьи родственники были убиты азербайджанцами, а также лица с уголовным прошлым».
Исследователь Маркар Мелконян, в книге «My Brother’s Road: An American’s Fateful Journey to Armenia» (2005), посвящённой своему брату Монте Мелконяну, описывает роль членов армянского добровольческого отряда «Арабо» в этих событиях. Согласно Маркару Мелконяну, после преследования жителей Ходжалы армянскими формированиями и, как свидетельствуют беженцы, их обстрела, боевики «Арабо» наносили им ножевые удары.
Некоторые армянские официальные лица, ссылаясь на интервью Муталибова, опубликованное в апреле 1992 года в «Независимой газете», пытались возложить ответственность за гибель мирных людей на самих же азербайджанцев. Это вызвало гневную реакцию Муталибова, который назвал подобные попытки «подлостью, не имеющей аналогии в мире». Подобные же обвинения в адрес азербайджанской стороны со ссылками на Муталибова, «Human Rights Watch» и «Мемориал» содержались в письме, распространённом в ООН МИД Армении. В письме также содержалось утверждение, что азербайджанцы сами стреляли в жителей, которые пытались покинуть Ходжалы. В письме министру иностранных дел Армении исполнительный директор «Human Rights Watch» Холли Картнер выразила удивление подобной интерпретацией докладов HRW и «Мемориала» и заявила, что возлагает прямую ответственность за гибель мирных жителей на «карабахские армянские силы».
По сведениям азербайджанских СМИ, некоторые армянские правозащитники публично попросили извинения перед азербайджанцами за резню в Ходжалы, в их числе Карен Огаджанян и президент Хельсинкской ассоциации Армении по правам человека Микаэл Даниэлян.
Том де Ваал цитирует Сержа Саргсяна, бывшего министра обороны и премьер-министра, третьего президента Армении (2008—2018):

Когда армянского военачальника Сержа Саркисяна попросили рассказать о взятии Ходжалы, он осторожно ответил: «Мы предпочитаем об этом вслух не говорить». Что касается числа жертв, то, по его словам, «многое было преувеличено», да и убегавшие азербайджанцы оказали вооруженное сопротивление. Однако по поводу происшедших событий Саркисян высказался честнее и более жестко:

«Но я думаю, что главный вопрос был совсем в другом. До Ходжалы азербайджанцы думали, что с нами можно шутки шутить, они думали, что армяне не способны поднять руку на гражданское население. Мы сумели сломать этот [стереотип]. Вот что произошло. И надо ещё принимать во внимание, что среди тех мальчиков были люди, бежавшие из Баку и Сумгаита»
По мнению де Ваала, «оценка Саркисяна заставляет под другим углом взглянуть на самую жестокую бойню карабахской войны. Не исключено, что эти массовые убийства явились, пусть хотя бы и отчасти, преднамеренным актом устрашения». Впоследствии, однако, британский журналист выразил в этом сомнение, заявив следующее: «Я не думаю, что это было преднамеренно. Я думаю, что в любой войне события происходят очень быстро, спонтанно. Но, всё-таки, интересно, как толковали. Конечно, надо ещё раз посмотреть на текст, но я не считаю, что это была преднамеренная акция, одобренная сверху, я думаю, что это была война, это была очень хаотичная ситуация».
Генеральный директор Института исследования Центральной Азии и Кавказа Университета Джонса Хопкинса (США) Сванте Корнелл указывает, что после Ходжалинской трагедии азербайджанские мирные жители покидали свои дома при первом приближении армянских войск в страхе перед повторением бойни, и предполагает, что одной из целей Ходжалинской резни было создание именно такого страха, что было очень эффективно для очистки территории азербайджанских регионов от населения.

### Утверждения Даны Мазаловой
В рядах атакующих находилась российская фотожурналистка Виктория Ивлева, оказавшаяся в Ходжалы утром 26 февраля, когда там ещё оставались очаги сопротивления защитников города. Находясь в Ходжалы, она сделала несколько фотографий, которые были опубликованы в газете «Московские новости». Тогда же Ивлева рассказывала: «Утром я оказалась в Ходжалы. Село горело. Трупы на улицах. Сама я насчитала семерых убитых, один в милицейской форме. Потом мы сами попали под автоматные очереди. Стреляли засевшие в одном из домов азербайджанские омоновцы. Бой возле этого дома продолжался до вечера и закончился для армянской стороны двумя убитыми и несколькими ранеными. Что стало с омоновцами: погибли они или смогли в сумерках уйти — я не знаю. Солдат 366-го мотострелкового полка я во время штурма Ходжалы не видела. Но армейскую бронетехнику и артобстрел, предшествовавший наступлению, наблюдала собственными глазами».
В 2003 году чешская журналистка Дана Мазалова в интервью «РИА Новости Армения» заявила, что штурмовавшие город армяне оставили мирным жителям коридор для безопасного выхода из зоны военных действий и что по этому коридору вместе с мирными жителями и защитниками города, якобы, прошла также Виктория Ивлева, «которая не только осталась жива, но и опубликовала свои кадры этих событий в газете „Московские новости“». Сама Ивлева в интервью азербайджанскому информационному агентству «1News» в феврале 2011 года сказала, что имя Даны Мазаловой ей ничего не говорит и что Мазалова лжёт, утверждая о присутствии Ивлевой в Ходжалы во время штурма и о том, что она вместе с жителями города, якобы, покинула Ходжалы по оставленному гуманитарному коридору, — на самом деле Ивлева посетила Ходжалы уже после его штурма армянскими отрядами, и именно к этому времени относятся её фотокадры.
В марте 2010 года Дана Мазалова объявила на пресс-конференции в Ереване, что представляемые азербайджанской стороной кадры, якобы снятые Чингизом Мустафаевым, на самом деле являются фальсификацией. Мазалова утверждает, что она была лично знакома с Мустафаевым и видела его снимки, на которых не было обезображенных тел.

## Международно-правовая оценка и реакция
По заключению правозащитной организации «Мемориал», действия армянских вооружённых формирований грубо противоречили Женевской конвенции, Всеобщей декларации прав человека (ст. 2, 3, 5, 9 и 17) и «Декларации о защите женщин и детей в чрезвычайных обстоятельствах и в период вооружённых конфликтов».
События в Ходжалы вошли в энциклопедию «Зверства, массовые убийства и военные преступления» («Atrocities, Massacres, and War Crimes. An Encyclopedia»), выпущенную американским научным издательством ABC-CLIO.
По мнению авторов специального исследования, ряд канадских и других западных средств массовой информации пытался приуменьшить масштабы трагедии и значимость события, в котором жертвами стали мусульмане. Так, во время освещения событий, в которых жертвами были армяне, журналисты, как правило, подчеркивали религиозную принадлежность армян и азербайджанцев, однако при освещении событий в Ходжалы религиозный аспект всячески замалчивался, данные о количестве жертв назывались неясными, отрицанию произошедшего армянской стороной давалось предпочтение, а в редакторских колонках старались не комментировать резню, к которой относились как к событию второстепенной важности и обычно освещали в самом конце статей.
Каждый год во многих странах мира проходят мероприятия, посвящённые Ходжалинской резне.
В 2010 году парламентская ассамблея Организации Исламская конференция приняла документ, согласно которому парламентам 51-го государства было рекомендовано признать Ходжалинскую трагедию преступлением против человечности.
22 февраля 2017 года Парламент Шотландии принял документ по случаю 25-й годовщины Ходжалинской резни.
28 января 2013 года Сенат штата Нью-Мексико принял резолюцию в память о жертвах Ходжалинской трагедии.
Резолюции по трагедии в Ходжалы были приняты также законодательными собраниями штатов Арканзас, Массачусетс, Техас, Нью-Джерси, Джорджия, Мэн, Западная Виргиния, Теннесси, Коннектикут, Пенсильвания, Кентукки и Оклахома.
- — Комитет по внешним связям Палаты депутатов Мексики признал Ходжалинскую резню в 2011 году[137].

### Позиция Азербайджана
Международное признание Ходжалинской резни является важной частью внешней политики Азербайджана. Правительство Азербайджана называет резню геноцидом и стремится привлечь внимание международной общественности к резне и её коренным причинам в армяно-азербайджанском нагорно-карабахском конфликте. Выставка фото и детских рисунков «Жертвы агрессии», организованная Фондом Гейдара Алиева в Брюсселе 26 февраля 2007 года, является частью деятельности по продвижению международного признания резни. В том же году Фонд Гейдара Алиева провел с 19 по 26 февраля памятные церемонии в Стамбуле и 25 провинциях Турции в рамках программы мероприятий «Неделя Ходжалы». 14 февраля 2008 года в Берлине прошла конференция «Ходжалинский геноцид и реальность в событиях 1915 года».
8 мая 2008 года председателем российского представительства Фонда Гейдара Алиева была инициирована международная информационно-агитационная кампания «Справедливость для Ходжалы». Акции фонда были проведены во многих городах мира, включая офисы международных организаций, в том числе и штаб-квартиру ООН в Женеве.

### Признание в качестве геноцида
В Азербайджане события в Ходжалы трактуются как часть 200-летнего геноцида азербайджанцев, совершенного армянами. Эта концепция принята только в Азербайджане, и сторонними исследователями характеризуется как сомнительная и политизированная (см. День геноцида азербайджанцев)
26 февраля 2007 г. парламент Азербайджана единогласно принял обращение к международным организациям, парламентам и правительствам стран мира с призывом признать Ходжалинскую трагедию актом геноцида против азербайджанского народа.
В 2012 году комитет по международным отношениям верхней палаты пакистанского парламента, в состав которого входят представители всех 12 политических партий, представленных в Сенате, единогласно принял резолюцию, признающую Ходжалинскую резню геноцидом. По словам председателя комитета Салима Сейфулла Хана, согласно парламентской практике Пакистана, резолюция, принятая комитетом палаты единогласно, рассматривается как резолюция всего Сената.
Попытка Азербайджана поставить в Мехико памятник «жертвам геноцида в Ходжалы» вызвала протесты ряда мексиканских интеллектуалов заявивших, что использование термина «геноцид» при описании событий в Ходжалы неприемлемо (см. ниже Памятник в Мехико). Родриго Гомез из Universidad Autónoma Metropolitana (Мехико) полагает, что кампания по признанию событий в Ходжалы геноцидом является примером «икорной дипломатии», с помощью которой правительство Азербайджана пытается исказить факты, и что эта кампания является частью отрицанием самим Азербайджаном геноцида армян.
Специалист по Холокосту Орон, Яир подверг критике характеристику ходжалинских событий как геноцид, охарактеризовав такие попытки как циничную ложь. Как отмечает Орон, в последние годы ряд израильских политиков косвенно поддержал такую трактовку. Орон связывает это с тем, что Азербайджан является крупным покупателем израильского оружия.
- — Парламент Азербайджана признал Ходжалинский геноцид[146][147].
- — Комитет по международным отношениям Сената Пакистана признал Ходжалинскую резню, назвав её геноцидом в 2012 году[147][148][149].
- — Комитет по внешним связям Национального собрания Турции признал Ходжалинскую резню, назвав её геноцидом в 2012 году[150].
- — Комитет по международным отношениям Палаты представителей Колумбии признал Ходжалинскую резню в 2013 году[151].
- — Национальный конгресс Гондураса признал Ходжалинскую резню актом геноцида в 2014 году[152][153].
- — Конгресс Гватемалы в 2015 году признал Ходжалинскую резню, назвав её геноцидом[154][155][уточнить].
- — Парламент Парагвая в 2017 году признал Ходжалинскую резню актом геноцида[156][157][158].

### Признание как преступления против человечности
- — 7 февраля 2013 года Комитет по иностранным делам Парламента Чехии принял резолюцию, в которой осуждаются любые этнические чистки, массовые убийства и геноцид мирного населения, в контексте которой события в Ходжалы расцениваются как преступление против человечности[159].
- — В 2014 году Парламентская ассамблея Боснии и Герцеговины приняла Резолюцию, в которой осуждается массовое истребление мирного населения на национальной и этнической основе в Ходжалы, как преступление против человечности[160].
- — В 2016 году Национальный совет Словении принял постановление, в котором Ходжалинская резня была осуждена как преступление против человечности[161].
- — В 2022 году Министерство иностранных дел Канады распространило заявление, в котором Ходжалинская резня была описана как «ужасная трагедия»[162].

### Позиция международных организаций
Международные организации, официально признающие Ходжалинскую резню, включают:
- Human Rights Watch[163][164]
- Организация исламского сотрудничества[165]
- Тюркский совет[166]

### Позиция США
С 25 января 2013 года проживающие в Соединённых Штатах азербайджанцы разместили петицию в разделе «Мы — народ» официального сайта Белого дома с просьбой признать Ходжалинский геноцид, почтить память его жертв и призвать президента США сделать соответствующее заявление. За короткое время петицию подписали более 100 000 человек со всего мира. 26 штатов США приняли резолюцию о Ходжалинской резне.
- Штат Массачусетс принял резолюцию о Ходжалинской резне в 2010 году[168].
- Штат Техас принял резолюцию о Ходжалинской резне в 2011 году[169].
- Штат Нью-Джерси принял резолюцию о Ходжалинской резне в 2011 году[170][171].
- Штат Джорджия принял резолюцию о Ходжалинской резне 28 марта 2012 года[172].
- Штат Мэн принял резолюцию о Ходжалинской резне 23 марта 2012 года[173][174].
- Штат Нью-Мексико принял резолюцию о Ходжалинской резне 28 января 2013 года[175].
- Штат Арканзас принял резолюцию о Ходжалинской резне 8 февраля 2013 года[176][177].
- Штат Миссисипи принял резолюцию о Ходжалинской резне 25 февраля 2013 года[178].
- Штат Оклахома принял резолюцию о Ходжалинской резне 4 марта 2013 года[179].
- Штат Теннесси принял резолюцию о Ходжалинской резне 18 марта 2013 года[180].
- Штат Пенсильвания принял резолюцию о Ходжалинской резне 18 марта 2013 года[181].
- Штат Западная Вирджиния принял резолюцию о Ходжалинской резне 3 апреля 2013 года[182].
- Штат Коннектикут принял резолюцию о Ходжалинской резне 16 апреля 2013 года[183][184].
- Штат Флорида принял резолюцию о Ходжалинской резне 3 апреля 2013 года[185].
- Штат Индиана принял резолюцию о Ходжалинской резне 18 февраля 2014 года[186][187].
- Штат Юта принял резолюцию о Ходжалинской резне 2 марта 2015 года[188][189].
- Штат Небраска принял резолюцию о Ходжалинской резне 11 февраля 2016 года[190].
- Штат Гавайи принял резолюцию о Ходжалинской резне 15 февраля 2016 года[191][192].
- Штат Монтана принял резолюцию о Ходжалинской резне 18 февраля 2016 года[193].
- Штат Аризона принял резолюцию о Ходжалинской резне 24 февраля 2016 года[194][195][196].
- Штат Айдахо принял резолюцию о Ходжалинской резне 26 февраля 2016 года[197].
- Штат Невада принял резолюцию о Ходжалинской резне 28 февраля 2017 года[198].
- Штат Миннесота принял резолюцию о Ходжалинской резне 15 февраля 2021 года[199].
- Штат Иллинойс принял резолюцию о Ходжалинской резне 18 февраля 2021 года[200].
- Штат Алабама принял резолюцию о Ходжалинской резне 25 февраля 2021 года[201].
- Штат Вирджиния принял резолюцию о Ходжалинской резне 27 февраля 2021[202].

## Последствия
Журналист Том де Ваал описывал последствия событий в Ходжалы в своей книге «Чёрный сад»:

Массовые убийства в Ходжалы спровоцировали кризис в Баку. Азербайджанцы обвиняли правительство в неспособности защитить город. Сотни людей, для которых события в Карабахе до сих пор были чем-то далёким, записывались добровольцами на войну. Обвинений было много, в том числе, например, почему не была предпринята попытка прорыва блокады. Салман Абасов, выживший после событий в Ходжалы, позднее жаловался:
«За несколько дней до тех трагических событий армяне много раз предупреждали нас по радио, что собираются захватить город, и призывали нас уйти. Долгое время в Ходжалы летали вертолёты, и было непонятно, думал ли кто-нибудь о нашей судьбе, проявлял ли интерес к нам. Мы не получили практически никакой помощи. Более того, когда была возможность вывезти наших женщин, детей и стариков, нас уговорили этого не делать»…

6 марта, после выдвинутого оппозицией ультиматума, Муталибов подал в отставку.
Ходжалинская резня стала самым массовым, согласно Human Rights Watch, и самым жестоким, по мнению Тома де Ваала, кровопролитием в ходе конфликта вокруг Нагорного Карабаха.
По словам следователя по делам о тяжких преступлениях Военной прокуратуры Азербайджанской Республики Мехмана Поладова, сказанным в 2012 году, следствие по данному преступлению продолжается. Во время брифинга 22 февраля 2012 года он также заявил, что по этому делу было опрошено более 3000 свидетелей и проведено более 800 экспертиз. В результате была доказана вина 39 человек, в том числе 18 военнослужащих 366-го мотострелкового полка Министерства обороны СССР, 8 сотрудников органов внутренних дел СССР (по Степанакерту и Аскерану). Эти лица объявлены в розыск. Согласно результатам экспертизы, Азербайджанской Республике и её гражданам был нанесён ущерб в размере 150 млн манат. В феврале 2017 года военный прокурор Азербайджана, генерал-лейтенант юстиции Ханлар Велиев заявил, что возбуждённое уголовное дело было развалено, некоторые вещественные доказательства пропали.
13 октября 2023 года в Баку начался судебный процесс в отношении Вагифа Хачатряна (был задержан азербайджанскими властями в Лачинском коридоре), а в сентябре 2023 года был задержан (и позднее арестован судом в Баку на 4 месяца) Мадат Бабаян — обоих обвиняют в ходжалинских событиях.

## Память
В Азербайджане памятники жертвам Ходжалинской резни установлены в Баку, в таких городах как Закаталы, Ленкорань, а также в посёлке Ашагы-Агджакенд, где временно проживают беженцы из Ходжалы.
Азербайджанская община Чехии заявила, что, по её мнению, судьба Ходжалы похожа на судьбу чешского города Лидице, который в 1942 году был полностью уничтожен немецкими войсками. В 2007 году азербайджанская организация «AZER-CECH» провела в Лидице мероприятия в память жертв Ходжалинских событий. На следующий год в мероприятии было запланировано участие чешских официальных лиц, но после протеста МИД Армении МИД Чехии дистанцировался от азербайджанских мероприятий и чешские официальные лица не приняли в них участия. Глава мемориала «Лидице» Милош Червенцл заявил: «Мы с уважением относимся к обеим сторонам, и мемориалу Лидице не к лицу решать политические вопросы — кто жертва, а кто виновник конфликта. Мы просто хотели почтить память невинных жертв среди мирного населения, как это делается и во время других подобных мероприятий». Согласно азербайджанской стороне, в Лидице появилась улица Ходжалы и Лидице и Ходжалы стали побратимами, однако мэр Лидице Вероника Келерова опровергла эту информацию.
В 2008 году памятник жертвам трагедии, по инициативе азербайджанской диаспоры, и при поддержке посольства Азербайджана, Госкомитета Азербайджана по работе с проживающими за рубежом азербайджанцами и Фонда Гейдара Алиева, был установлен в Гааге (Нидерланды) на территории захоронения «Nieuw Eykenduynen». В 2020 году мемориал был перенесён на более обширную территорию.
30 мая 2011 года в Берлине на территории читального сада библиотеки имени Готфрида Бенна в административном округе Штеглиц-Целендорф состоялось открытие памятника, посвящённого жертвам Ходжалинской резни. На церемонии открытия присутствовали официальные лица округа и Азербайджана. 25 февраля 2012 года память жертв Ходжалинской резни почтили на открытии парка и мемориала Ходжалы в столице Боснии и Герцеговины Сараево. В феврале 2014 года памятник жертвам Ходжалинской резни был установлен в Турции, в городе Ушак. 27 марта этого же года в Анкаре состоялось открытие комплекса «Памятник Ходжалы и музей Ходжалы», построенного в районе Кызылджахамам по инициативе посольства Азербайджана в Турции.
26 февраля 2012 года в связи с 20-летней годовщиной Ходжалинской резни в Стамбуле прошёл митинг под лозунгом «Все мы ходжалинцы». В митинге приняли участие более 10 тыс. человек, включая приехавших на автобусах из Азербайджана и со всей Турции специально для участия в митинге. Значительную часть участников, по свидетельствам журналистов, представляли турецкие ультранационалисты; к протесту также присоединилось молодёжное крыло Партии национального действия. Некоторые присутствовавшие на митинге западные журналисты — в частности, Гийом Перье, корреспондент Le Monde — были поражены его националистическим характером и лозунгами. Некоторые лозунги восхваляли убийц турецкого журналиста армянского происхождения Гранта Динка. По мнению журналистов, годовщину Ходжалинской резни использовали как предлог для антиармянских выступлений. Согласно Перье, митинг проходил при поддержке и финансировании МИД Турции.
В этот же день в Баку более 60 тыс. человек вышли на траурный митинг по случаю 20-летней годовщины Ходжалинской резни. Шествие, участники которого направились к памятнику жертвам трагедии, возглавил президент страны Ильхам Алиев.
- Мемориал жертвам Ходжалинской резни в Гааге
- Памятник жертвам Ходжалинской резни в читальном саду библиотеки имени Готфрида Бенна в Берлине
- Памятник жертвам Ходжалинской резни в Ленкорани

### Памятник в Мехико
22 августа 2012 года в центре Мехико (столица Мексики) площадь «Тлакскоаке» после реконструкции за счёт Азербайджана была переименована в «Тлакскоаке Ходжалы» (исп. Plaza Tlaxcoaque «Jodyali»). На площади был воздвигнут памятник жертвам Ходжалинской резни, высотой 3,60 м в женской форме мира и победы представляющий собой женщину, оплакивающую смерть своих детей. На постаменте написано слово «Ходжалы» («Jodyali»), ниже события квалифицированы как «геноцид».
На церемонии открытия памятника приняли участии заместитель премьер-министра Азербайджана Али Гасанов, посол Азербайджана в Мексике Ильгар Мухтаров, мэр города Мехико Марсело Эбрард, сенаторы и депутаты Мексики. Также на бульваре Пасео-де-ла-Реформа был возведён монумент Гейдару Алиеву, который характеризовался как «великий политик» и «основатель демократического Азербайджана». Установка этих памятников вызвала протесты со стороны мексиканских интеллектуалов. Столкнувшись с протестами мэр Мехико Марсело Эбрард был вынужден создать комиссию по определению дальнейшей судьбы этих памятников. Директор мексиканского «Музея памяти и толерантности» Якобо Даян отметил, что использование термина «геноцид» при описании событий в Ходжалы неприемлемо. Эту точку зрения поддержал и известный мексиканский историк Жан Мейер, заявивший, что рядом с памятником жертвам Ходжалы должен быть и памятник убитым в Азербайджане армянам.
23 ноября 2012 года специальная городская комиссия Мехико вынесла рекомендации по демонтажу памятнику Алиеву и переименованию площади Ходжалы в честь мексиканских жертв полицейского произвола, а также отметила что термин «геноцид» вводит в заблуждение. Посол Азербайджана в Мексике, Ильгар Мухтаров интерпретировал эти события, как инспирированные правительством Армении и армянской диаспорой и отрицательно высказался о критике, в частности известного мексиканского ученого армянского происхождения, бывшего ректора Национального автономного университета Мексики, Хосе Сарухана, направленной против установки памятников. Комментируя заявление Мухтарова, генеральный секретарь палаты депутатов парламента Мексики Фернадо Серрано Мигальон высказал удивление аргументацией Мухтарова, сводящей суть проблемы к этническому происхождению оппонента, и расценил эти аргументы как невежественные предрассудки. Под влиянием протестов общественности были удалены памятник Гейдару Алиеву на Пасео-де-ля-реформа и слово «геноцид» с памятника на площади «Тлакскоаке».

### В кинематографе
Первый европейский фильм о Ходжалинской резне был выпущен в 2012 году под названием «Бесконечный коридор», снятый Союзом кинематографистов Европы в рамках проекта «Мирный Кавказ» под руководством режиссёра Ричардаса Лопайтиса.

#### Документальные фильмы
- 2011 — Беженец: история жизни Анара Усубова (реж. Джем Огуз)[250]
- 2012 — Между голодом и огнём. Власть ценою жизней
- 2014 — Бесконечный коридор (реж. Ричардас Лопайтис)[251]. Фильм получил ряд наград на кинофестивалях — на «Accolade Global Film Competition» (США, 2015) премию «Лучший из шоу», на «Tenerife International Film Festival» (Мадрид, 2015) как лучший документальный фильм и лучший режиссёр документального фильма, «Cape Town Film Festival» (Южная Африка, 2015) и «Toronto International Film Festival» (Канада, 2015)[252]
- 2017 — Бегство из тьмы[253][254]

#### Художественные фильмы
- 1993 — Крик (реж. Джейхун Мирзоев)
- 1993 — Зов (реж. Орудж Гурбанов)
- 2012 — Ходжа (реж. Вахид Мустафаев)
- 2012 — Град (реж. Эльхан Джафаров[азерб.])

### В музыке
- 1992 — «Симфония — Реквием» памяти жертв Ходжалы (Мамед Кулиев)
- 1996 — «Или Карабах, или смерть» (Дайирман)
- 1996 — «Колыбельная детям Ходжалы — жертвам Карабаха» для органа соло (Ариф Мирзоев)
- 2010 — «Справедливость для Ходжалы» (Дайирман совместно с Тони Блэкмен[англ.])
- 2012 — реквием «Ходжалы» (Александр Чайковский)[255]
- 2013 — «Ходжалы 613» (Пьер Тилуа[нем.])[256][257][258]
- 2015 — «Broken Dreams» (Нигяр Джамал)[259]

### В литературе
- В Израиле вышел в свет художественно-документальный роман «Боль» (Pain), написанный Арье (Arye) и Амиром Гутом (Amir Gut)[260]. Позже книга была переведена на итальянский язык и опубликована под названием Il dolore издательским домом Сандро Тети Эдитор (Sandro Teti Editore[англ.])[261][262].
- В США была издана книга журналиста и политолога[263] Рауля Лоури Контрераса (Raoul Lowery Contreras) «Убийство в горах: Военное преступление в Ходжалы и нагорно-карабахский конфликт» (Murder in the Mountains: War Crime in Khojaly and the Nagorno-Karabakh Conflict)[264].

### В спорте
11 мая 2014 года турецкий футболист Арда Туран, выступающий в клубе «Атлетико Мадрид», был объявлен послом доброй воли в связи с Ходжалинской резнёй. Деятельность Турана в качестве посла направлена на повышение осведомлённости об этой проблеме и продвижении мира во всем мире.

### Независимые источники
- Доклад Правозащитного Центра «Мемориал» о событиях в Ходжалы
- Том де Ваал. «Чёрный сад». Глава 11. Август 1991 — май 1992 гг. Начало войны Архивировано 14 января 2013 года.
- Human Rights Watch. Khojaly // Bloodshed in the Caucasus: Escalation of the Armed Conflict in Nagorno Karabakh (англ.). — September 1992. — P. 19—24. — ISBN 1-56432-081-2.
- Резня в Ходжалы. 20 лет спустя. Репортаж телеканала France 24

### Точка зрения азербайджанской стороны
- Позиция Азербайджана
- Трагедия XX века — Ходжалинский геноцид
- Шариф Гусейнов — «Ходжалинский геноцид азербайджанцев»
- Сайт о событиях в Ходжалы
- 1NEWS.AZ. Ходжалы. Нет или история «армянской правды»: часть I, часть II
- Сайт о событиях в Ходжалы

### Точка зрения армянской стороны
- Новый фильм про Ходжалы: «Между голодом и огнём. Власть ценою жизней» ()
- Позиция Нагорно-Карабахской Республики
- Левон Мелик-Шахназарян, Гайк Демоян — «Ходжалинское дело: особая папка».
- Давид Бабаян. Военные, гуманитарные и политические аспекты
- Вся правда о Ходжалы